# タンジュン・バライ

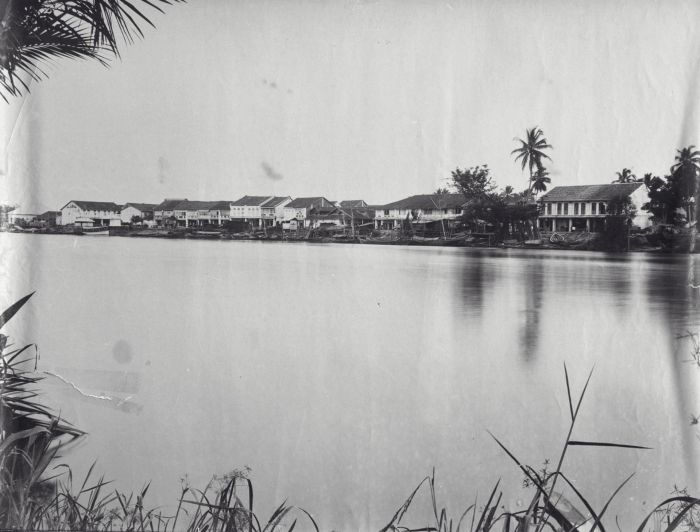
1895年の風景

タンジュン・バライ（インドネシア語: Kota Tanjungbalai, マレー語: تنجوڠ بالاي, ）は、インドネシアのスマトラ島の北スマトラ州の都市。アサハン川の河口に有る。面積は58km2で、人口は2010年時点で15万4426人。これは北スマトラ州で5番目に大きい。マレーシアのクラン港及びシンガポールとフェリーで結ばれている。市になる前はアサハン県に属していたが、大カリムン島の同名の港と区別する為に、現在でも「アサハン」を付ける事が有る。

## 行政区分
タンジュン・バライは6つの区(ケカマタン)に分けられる。

| 名称                                                | 人口 2010年統計 |
| --------------------------------------------------- | --------------- |
| ダトゥク・バンダー                                  | 33,797          |
| ダトゥク・バンダー・ティムー (東ダトゥク・バンダー) | 26,942          |
| タンジュン・バライ・セラタン (南タンジュン・バライ) | 19,330          |
| タンジュン・バライ・ウタラ (北タンジュン・バライ)   | 15,862          |
| セイ・トゥアラン・ラソ                              | 22,712          |
| テルク・ニブン                                      | 35,802          |